# Austrian Traded Index
Pour les articles homonymes, voir ATX.

Évolution de l'indice ATX depuis 1986.

L'Austrian Traded Index, ou ATX en abrégé, est le principal indice boursier de la Bourse de Vienne.
Coté en journée en continu, cet indice rassemble les cours des actions des 20 plus importantes capitalisations boursières de la place de Vienne, telles que, en juillet 2022, Andritz, OMV, Raiffeisen International Bank Holding ou Voestalpine.